# ENSON3
ENSON3 é o nono álbum de estúdio da carreira solo de Masaaki Endoh. Foi lançado em 7 de outubro de 2015 pela Lantis e possui 13 faixas.

## Produção
O título do álbum é uma mistura do nome do cantor, Endoh, com anison. O projeto é composto de covers de músicas de anime e tokusatsu, tanto de outros cantores como de si próprio.

## Recepção
Sobre o álbum, o CD Journal disse que "a voz que cresce naturalmente e sem esforço é incrível. Este é um exemplo da empolgação dramática que só pode ser encontrada em anisons."
O álbum chegou à 23ª posição da Billboard Japan (e à 29ª no Hot 100), e ficou quatro semanas no Oricon Albums Chart, chegando à 24ª posição.

## Faixas
| N.º            | Título                                                                               | Letras               | Música                           | Arranjo                 | Duração |  |
| 1.             | "Kimi no Shiranai Monogatari" (cover de Supercell, de Bakemonogatari)                | ryo                  | ryo                              | Makoto Miyazaki         | 5:34    |  |
| 2.             | "Kasabuta" (cover de Hidenori Chiwata, de Konjiki no Gash Bell)                      | H. Chiwata           | H. Chiwata                       | EFFY                    | 3:34    |  |
| 3.             | "Ojamajo Carnival!!" (cover de MAHO-Dou, de Ojamajo Doremi)                          | Shoko Omori          | Takeshi Ike                      | Hirofumi Miyake         | 4:11    |  |
| 4.             | "Eiyuu" (cover de doa, de Ultraman Nexus)                                            | Akihito Tokunaga     | A. Tokunaga                      | Katsuhiko Kurosu        | 3:56    |  |
| 5.             | "Snow Halation" (cover de µ's, de Love Live!)                                        | Aki Hata             | Takahiro Yamada                  | Ryosuke Nakanishi       | 5:13    |  |
| 6.             | "DREAM SOLISTER" (cover de TRUE, de Hibike! Euphonium)                               | Miho Karasawa        | Yusuke Kato                      | Masaki Suzuki           | 4:58    |  |
| 7.             | "Pegasus Fantasy" (cover de MAKE-UP, de Os Cavaleiros do Zodíaco)                    | Machiko Ryu          | Hiroaki Matsuzawa e Nobuo Yamada | R・O・N                 | 4:23    |  |
| 8.             | "Bokutachi no Yukue" (cover de Hitomi Takahashi, de Mobile Suit Gundam SEED Destiny) | Yuta Nakano e shungo | Y. Nakano                        | Narukaze                | 4:50    |  |
| 9.             | "My Soul, Your Beats!" (cover de Lia, de Angel Beats!)                               | Jun Maeda            | J. Maeda                         | M. Suzuki               | 4:27    |  |
| 10.            | "Kimi ga Suki da to Sakebitai" (cover de BAAD, de Slam Dunk)                         | Kyoji Yamada         | Yoshio Tatano                    | Kyoichi Miyazaki        | 3:51    |  |
| 11.            | "Good Bye, Good Luck" (cover de TOTALFAT, de Naruto)                                 | TOTALFAT             | Kuboty                           | TOTALFAT e Hajime Okano | 3:40    |  |
| 12.            | "Orion wo Nazoru" (cover de UNISON SQUARE GARDEN, de Tiger & Bunny)                  | Tomoya Tabuchi       | T. Tabuchi                       | Hisashi Koyama          | 4:25    |  |
| 13.            | "Mata Ashita" (original do próprio Endoh, de Mitsudomoe Zouryouchuu!)                | Masaaki Endoh        | M. Endoh                         | H. Miyake               | 5:06    |  |
| Duração total: | Duração total:                                                                       | Duração total:       | Duração total:                   | Duração total:          | 58:08   |  |